# Aneilema brunneospermum
Aneilema brunneospermum är en himmelsblomsväxtart som beskrevs av Robert Bruce Faden. Aneilema brunneospermum ingår i släktet Aneilema och familjen himmelsblomsväxter. Inga underarter finns listade.